# Wantage
Wantage is een civil parish in het bestuurlijke gebied Vale of White Horse, in het Engelse graafschap Oxfordshire. De plaats telt 11.327 inwoners. Het dorp was in 848 de geboorteplaats van koning Alfred de Grote van Wessex.

## Geboren in Wantage
- Alfred de Grote (848/849-899), koning van Wessex (871-886) en koning der Angelsaksen (886-899)
- Lester Piggott (1935-2022), jockey

## Galerij

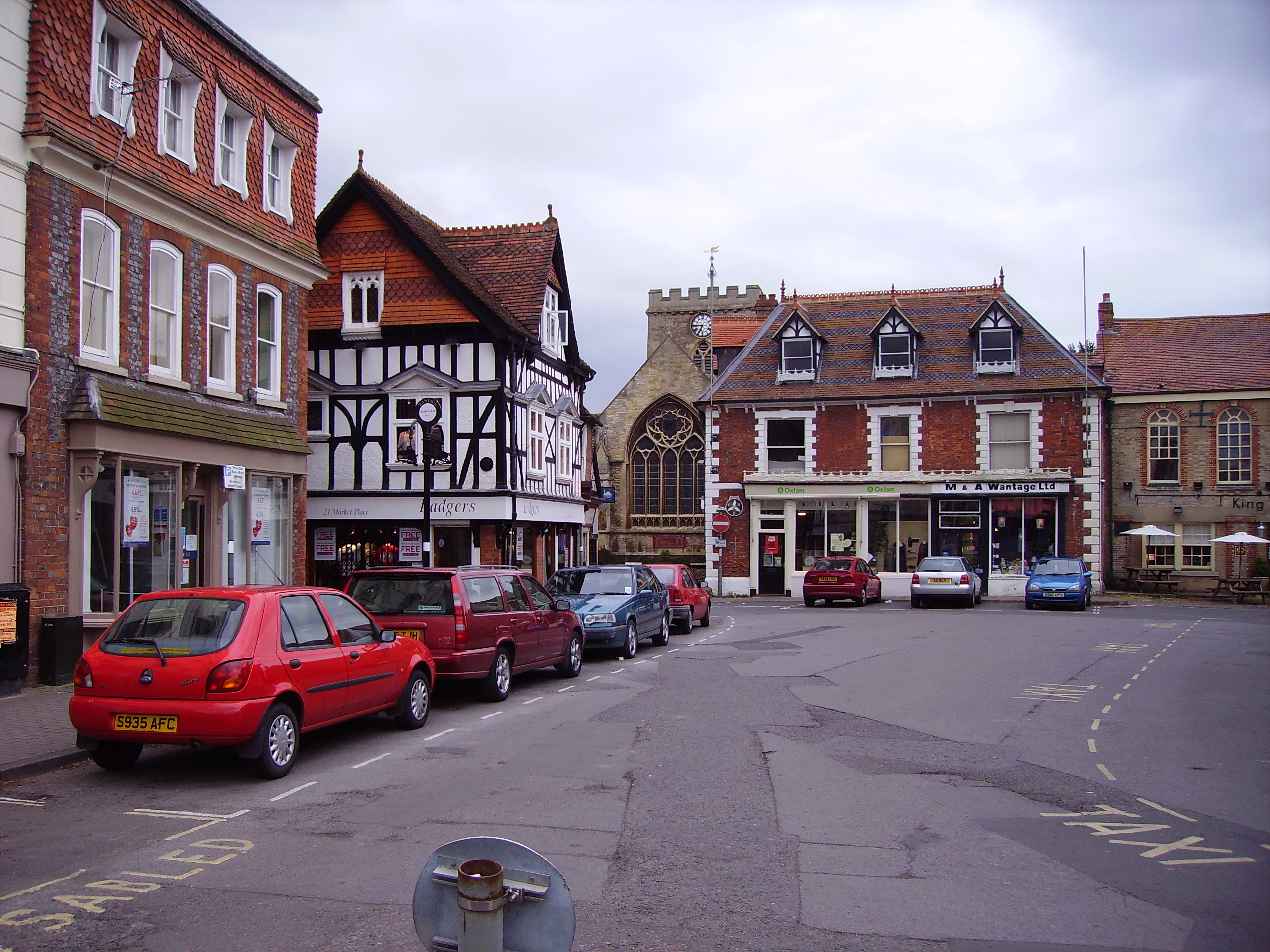
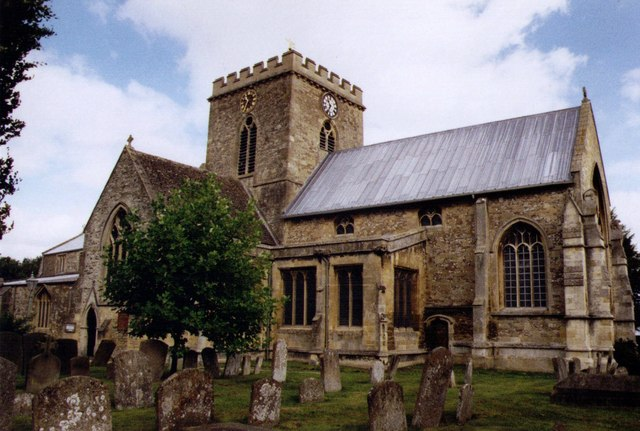
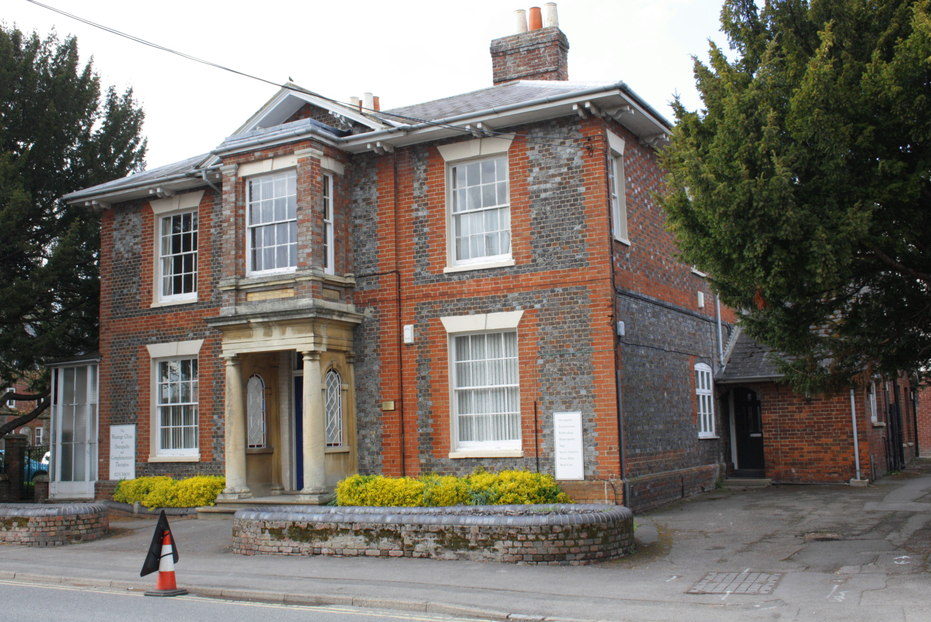
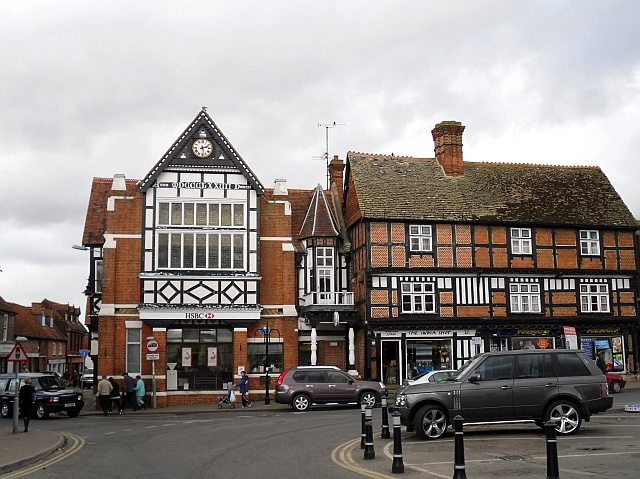
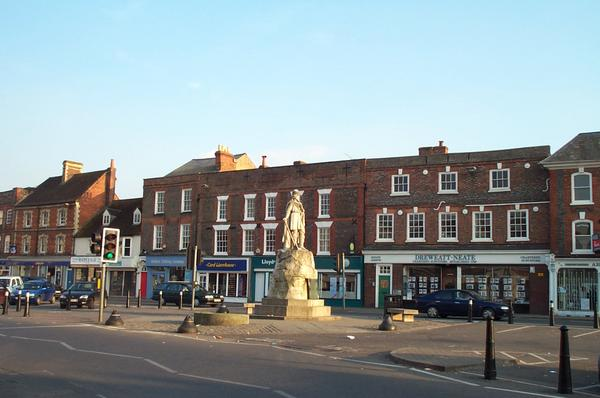